# Nivell (videojocs)

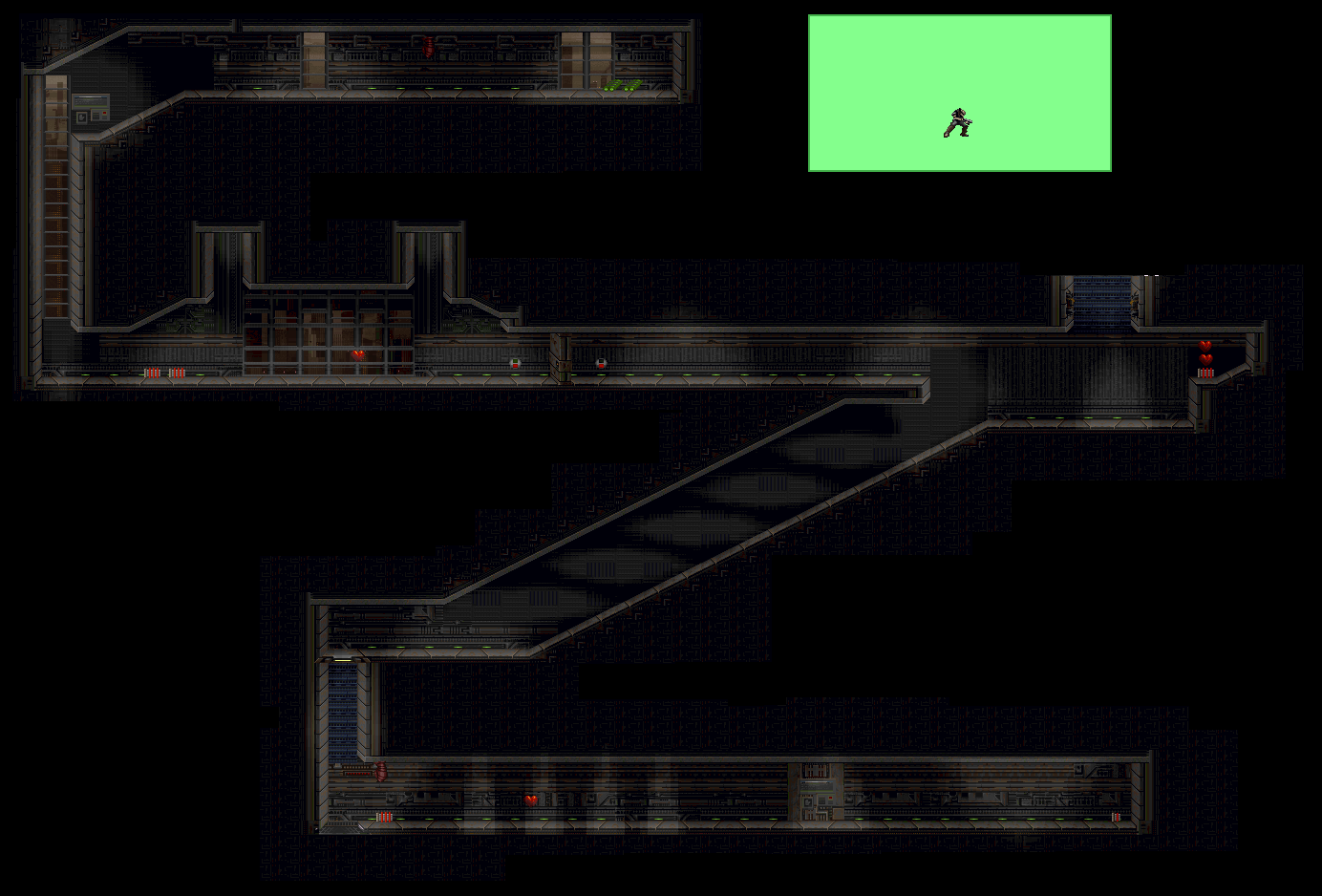
Imatge composta de captures d'un nivell del videojoc lliure Abusi, un joc d'aventura gràfica. En el fons verd està el sprite visible en pantalla.

Un nivell, mapa, àrea, etapa, món, prestatge, tauler, pantalla o zona en un videojoc és l'espai total disponible per al jugador a l'hora de completar un objectiu específic. Els nivells dels videojocs solen tenir una dificultat que augmenta progressivament per atreure l'atenció de jugadors de tots els tipus. Cada nivell mostra nou contingut i desafiaments per mantenir alt l'interès dels jugadors.

## Història
L'ús dels nivells en els videojocs data de Galaxian, un joc shoot 'em up de Namco llançat en 1979 durant l'era daurada dels videojocs. El terme nivell usat durant aquesta era de videojocs d'arcade, va representar una fase difícil o una secció definida d'un joc determinat, per exemple, en Galaga (etapa 2) o Dungeon.
Un altre exemple del terme nivell ve dels primers jocs de rol, en el qual es refereix al nivell d'una masmorra. Els jugadors començaven en el fons (nivell 1), i procedien a través de nivells numerats de cada vegada major dificultat fins que aconseguien la seva llibertat en la superfície, o començaven en la superfície (nivell 1), i procedien a través de nivells numerats de cada vegada major dificultat fins que aconseguien el tresor en el fons.
Com els jocs cada vegada estan variant-se i especialitzant-se més, la terminologia ha sorgit en el disseny de nivells com a forma abreujada per descriure un tipus específic de secció de jocs o segments que es veuen sovint en certs gèneres o s'acomoden a dissenys específics de jocs.

## Descripció general
En els jocs amb una progressió lineal, els nivells són àrees d'un món més gran. Els jocs també poden oferir nivells interconnectats, representant localitzacions.

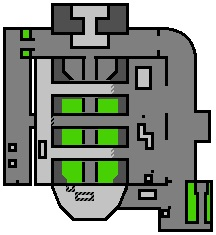
Mapa del nivell Deck 16 del joc Unreal Tournament.

Cada nivell usualment té un objectiu associat, el qual pot ser tan simple com caminar del punt A al punt B. Quan l'objectiu és completat, el jugador usualment es mou al següent nivell. Si el jugador falla, usualment ho torna a intentar en el mateix nivell o potser retorna a l'inici del joc. En jocs amb múltiples jugadors humans, el nivell podria simplement acabar una vegada que hagi estat aconseguit un límit de punts o de temps. No tots els jocs amb múltiples tenen els nivells ordenats en una seqüència lineal; alguns jocs permeten al jugador revisitar nivells o completar-los en qualsevol ordre, algunes vegades amb un supramundà en el qual el jugador pot anar d'un món a un altre. Un exemple d'això és The Legend of Zelda. Alguns jocs moderns han tractat d'obtenir els beneficis d'un sistema de nivell mentre que fan l'efecte que són continus, és a dir, un joc continu en comptes d'un amb nivells. En aquests jocs, la informació requerida per al nivell següent ha estat carregada en la memòria en segon pla a mesura que el jugador s'acosta a completar el nivell actual, en un procés conegut com a precàrrega.
Un avantatge pràctic dels nivells, és que divideixen el joc en seccions manejables, donant als jugadors l'oportunitat de descansar en intervals periòdics. Els jocs poden guardar-se automàticament en aquests intervals i, a més, ajuden a crear un ambient de suspens. Els nivells en general es presenten com un 2D continu o espai 3D, però en jocs com Super Mario Bros. 3, els espais poden estar separats, amb alguna forma de teleportació entre ells. L'espai pot tenir variacions en l'elevació i obstacles físics. El nivell oferirà generalment entitats (generalment caràcters) que comencin algun tipus de procediment que ha estat activat pel jugador en situar-se en una àrea particular o tal vegada en interactuar amb un objecte en el nivell.
Encara que el repte en un joc és sovint per derrotar a algun tipus de personatge, els nivells es dissenyen de vegades amb un moviment de desafiament, tals com un puzzle de saltar, una forma de recorregut d'obstacles. Els jugadors han de jutjar la distància entre les plataformes o sortints i saltar amb seguretat entre ells per arribar a la següent zona. Aquests puzzles poden frenar l'impuls cap avall per als jugadors de jocs d'acció ràpida; el penúltim capítol del primer Half-Life, Interloper, compta amb múltiples plataformes mòbils a gran altitud i enemics disparant al jugador per tots costats.

## Disseny de nivells

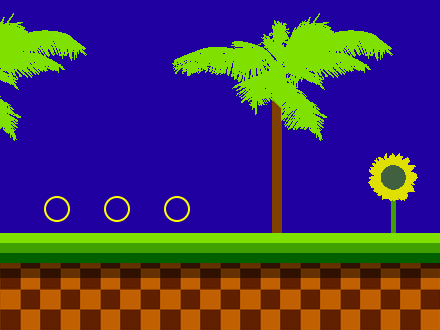
Representació d'un dels nivells del joc de Sega Sonic the Hedgehog.

Una persona que cregui nivells per a un joc és un dissenyador de nivells o mapper, aquest últim s'utilitza amb major freqüència quan es parla de shooters en primera persona on els nivells es coneixen normalment com a mapes. Els programes de computadora usats per crear nivells es denominen editors de nivells. De vegades un compilador és requerit per convertir el format d'arxiu font al format d'arxiu usat pel joc, particularment pels shooters de primera persona. El disseny dels nivells és un art complex que requereix considerar l'aparença visual, el rendiment del joc, i la manera de joc. La creació de nivells en una part integral dels mods.

## Nivells secrets
Un nivell secret és un nivell que està ocult al jugador. A un nivell secret s'accedeix usualment mitjançant la realització d'accions que un jugador normalment no duria a terme, sinó per una increïble coincidència o coneixement previ (tals com saltar sobre un bloc set vegades i després copejar a l'aire). En molts casos, als nivells secrets s'accedeixen aconseguint un objectiu o lloc amagat en algun nivell. Altres vegades, s'accedeix a un nivell secret executant un assoliment extraordinari (com en Super Smash Bros.), o realitzant una tasca excepcionalment llarga (com en Sonic Adventure 2). De vegades es pot accedir a un nivell simplement mirant els crèdits del joc (com en Call of Duty 4) o completant el joc.

## Fases extres
Una fase extra (també coneguda com un nivell de bonificació o ronda bonus) és un nivell especial dissenyat per recompensar als jugadors, i típicament li permet obtenir punts extres o potenciadores. Sovint una fase extra no té enemics o perills, encara que poden tenir-los però el personatge del jugador ser invulnerable als atacs d'ells. Moltes fases extres necessiten ser activades o descobertes d'alguna manera, o s'obren sota certes condicions que han de ser satisfetes, alguna cosa que també ocorre amb els nivells secrets.

## Minijocs
Un minijoc o subjoc és un videojoc curt que conté dins d'un altre joc de vídeo, al que es pot accedir a través una ubicació o condició específica, en el joc regular. De vegades es pot accedir a través dels menús en la pantalla del títol del joc, sigui tot el temps o després d'haver estat desbloquejat. Un minijoc és sempre més petit o més simple que el joc en el qual està contingut. Els minijocs de vegades poden ser oferts per separat gratuïtament per promoure el joc principal. Alguns minijocs poden fases extres o nivells secrets. De vegades jugar ben alguns minijocs pots obtenir grans recompenses que poden ajudar-te a jugar millor el joc principal, per exemple: monedes del joc, potenciadores, cures, o altres ítems, mentre que uns altres minijoc no ofereixen cap bonificació o recompensa i simplement es juguen per diversió.